# Ines Diers
Ines Diers (n. 2 noiembrie 1963, Rochlitz, Saxonia, Germania) este o înotătoare ce a reprezentat Germania, medaliată olimpică. A participat la o ediție a Jocurilor Olimpice (1980) în care a câștigat două medalii de aur, două medalii de argint și o medalie de bronz.